# Werner Meyer
Werner Meyer   (Suïssa, 30 de maig de 1914 - 10 de setembre de 1985) fou un jugador d'handbol suís que va competir durant la dècada de 1930.
El 1936 va prendre part en els Jocs Olímpics de Berlín, on guanyà la medalla de bronze en la competició d'handbol.